# Jung Sung-min
Đây là một tên người Triều Tiên, họ là Jung.
Jung Sung-Min (tiếng Hàn Quốc: 정성민; sinh ngày 2 tháng 5 năm 1989) là một tiền đạo bóng đá Hàn Quốc, thi đấu cho Asan Mugunghwa.

## Sự nghiệp câu lạc bộ
Jung, sau khi có sự nghiệp trẻ tại Đại học Kwangwoon, được lựa chọn bởi Gangwon FC từ đợt tuyển quân K-League 2011. Trận đấu đầu tiên cho Gangwon là sự thay người vào sân từ ghế dự bị trong trận đấu vòng 2 của Cúp Liên đoàn bóng đá Hàn Quốc 2011 trước Chunnam Dragons. Trận đấu đầu tiên ở K-League cũng là trận đấu anh vào sân từ ghế dự bị, là trận hòa trước Seongnam Ilhwa Chunma ngày 8 tháng 5 năm 2011.

## Danh hiệu
Cá nhân
- Vua phá lưới K-League Reserve League: 2011

## Thống kê sự nghiệp câu lạc bộ
Tính đến  19 tháng 12 năm 2013
| Thành tích câu lạc bộ | Thành tích câu lạc bộ | Thành tích câu lạc bộ | Giải vô địch | Giải vô địch | Cúp     | Cúp       | Cúp Liên đoàn | Cúp Liên đoàn | Tổng cộng | Tổng cộng |
| Mùa giải              | Câu lạc bộ            | Giải vô địch          | Số trận      | Bàn thắng    | Số trận | Bàn thắng | Số trận       | Bàn thắng     | Số trận   | Bàn thắng |
| Hàn Quốc              | Hàn Quốc              | Hàn Quốc              | Giải vô địch | Giải vô địch | Cúp KFA | Cúp KFA   | Cúp Liên đoàn | Cúp Liên đoàn | Tổng cộng | Tổng cộng |
| --------------------- | --------------------- | --------------------- | ------------ | ------------ | ------- | --------- | ------------- | ------------- | --------- | --------- |
| 2011                  | Gangwon FC            | K League 1            | 10           | 1            | 3       | 0         | 3             | 0             | 16        | 1         |
| 2012                  | Gangwon FC            | K League 1            | 25           | 5            | 0       | 0         | -             | -             | 25        | 5         |
| 2013                  | Gyeongnam FC          | K League 1            | 1            | 0            | 1       | 0         | -             | -             | 2         | 0         |
| 2013                  | Chungju Hummel FC     | K League 2            | 14           | 6            | 0       | 0         | -             | -             | 14        | 6         |
| Tổng cộng sự nghiệp   | Tổng cộng sự nghiệp   | Tổng cộng sự nghiệp   | 50           | 6            | 4       | 0         | 3             | 0             | 57        | 6         |